# Liste der Monuments historiques in Landricourt (Marne)
Die Liste der Monuments historiques in Landricourt führt die Monuments historiques in der französischen Gemeinde Landricourt auf.

## Liste der Objekte
| Bezeichnung | Beschreibung                                     | Standort                         | Kennzeichnung | Schutzstatus | Datum | Bild |
| ----------- | ------------------------------------------------ | -------------------------------- | ------------- | ------------ | ----- | ---- |
| Glocke      | Bronze, 1548 gegossen                            | in der Kirche St-Cyriaque (Lage) | PM51001301    | Classé       | 1991  |      |
| Kruzifix    | Holz, farbig gefasst, Mitte des 16. Jahrhunderts | in der Kirche St-Cyriaque (Lage) | PM51003724    | Inscrit      | 2019  |      |